# Marek Beer
Marek Beer (* 24. Mai 1988 in Český Krumlov) ist ein tschechischer Volleyballspieler.

## Karriere
Beer begann seine Karriere 2008 bei SVK Ústí nad Labem. 2011 wechselte der Mittelblocker zu VK Dukla Liberec. 2014 ging er dann zum österreichischen Erstligisten Hypo Tirol Volleyballteam Innsbruck. 2017 nahm er mit der tschechischen Nationalmannschaft an der Weltliga teil. In der Saison 2017/18 spielte er bei den neugegründeten Hypo Tirol Alpenvolleys Haching in der deutschen Bundesliga. Im DVV-Pokal schied er mit dem Verein im Achtelfinale aus, bevor er in den Bundesliga-Playoffs das Halbfinale erreichte. Danach wechselte er zum tschechischen Verein VK ČEZ Karlovarsko. 2019 kehrte er nach Ústí nad Labem zurück.